# Horace Silver
Horace Ward Martin Tavares Silver (Norwalk, 2 de septiembre de 1928-New Rochelle, 18 de junio de 2014) fue un pianista y compositor estadounidense de jazz. Se trataba de uno de los músicos pioneros del hard bop en los años cincuenta, y uno de los artistas más populares e influyentes en la corriente principal del jazz contemporáneo gracias a su estilo terso, imaginativo y muy funky. Trabajó también dentro de la fusión.
Algunos de los que serían los músicos más influyentes de las décadas de 1950, 1960 y 1970 iniciaron su carrera a la sombra de Silver, artistas como Bennie Maupin, Junior Cook, Hank Mobley, Blue Mitchell y Louis Hayes, Donald Byrd, Woody Shaw, Joe Henderson y los Brecker Brothers. Incluso, miembros destacados de la vanguardia jazzística como Cecil Taylor y el trompetista Dave Douglas han sido influenciados por él.

## Aspectos biográficos
La primera influencia musical de Silver fue la música folclórica de Cabo Verde, que pudo escuchar de su padre, oriundo de Portugal. Más tarde, tras empezar a tocar el piano y el saxofón en el instituto, Silver se situó bajo el influjo de los cantantes de blues y de los pianistas de boogie-woogie y de bop como Thelonious Monk y Bud Powell. En 1950, Stan Getz tocó un concierto en Hartford con una sección rítmica compuesta por Silver, el batería Walter Bolden y el bajo Joe Calloway. Getz quedó tan impresionado que contrató al trío y Silver se trasladó con él a Nueva York.
Silver quería trabajar con Getz durante un año, pero no lo consiguió y a continuación empezó a trabajar de forma independiente por la ciudad con músicos de la talla de Coleman Hawkins, Lester Young y Oscar Pettiford. En 1952, grabó con Lou Donaldson para Blue Note lo que le permitiría grabar sus primera sesiones como líder. En 1953 unió fuerzas con Art Blakey y editaron Horace Silver and the Jazz Messengers, disco fundamental en la evolución del hard bop. Muchos de los temas escritos por Silver para el mismo ("The Preacher", "Doodlin'", "Room 608") se convirtieron en clásicos del jazz.
En 1954, forma parte de la banda de Miles Davis y aparece en cuatro álbumes grabados en ese año (aunque algunos fueron publicados más tarde): Miles Davis Volume 1 (1954, Blue Note), Blue Haze (1956, Prestige), Walkin' (1957, Prestige), Bags' Groove (1957, Prestige).
Hacia 1956, Silver había abandonado a los Messengers para grabar por su cuenta. Los discos que grabaría a continuación para Blue Note le consolidarían como uno de los más importantes compositores y pianistas del jazz; se trata de discos como Blowin' the Blues Away y Song for My Father (los dos grabados con el trompetista Blue Mitchell y el saxo tenor Junior Cook), que presentan unas composiciones de Silver para grupos pequeños armónicamente sofisticadas y formalmente elaboradas.
Silver grabó en exclusiva para Blue Note hasta la decadencia del sello a finales de los setenta, en que empezó a trabajar para su propia compañía, Silveto. Durante los ochenta comenzó a escribir letras para sus composiciones y su música se aproximó a intenciones espirituales, como ejemplifican títulos como Music to Ease Your Disease y Spiritualizing the Senses. En los noventa, Silver cerró su sello y comenzó a grabar para Columbia, con la que retomó posiciones de popularidad en el mundo del jazz.

## Composiciones
Algunos de los temas más conocidos que compuso son:
- Doodlin'
- Strollin'
- The Preacher
- Room 608
- Nica's Dream
- Opus de Funk
- Safari
- Sister Sadie
- Blowin' the Blues Away
- Song For My Father
- Quicksilver
- The Dragon Lady
- Nutville
- Horacescope
- Ecaroh or Ecorah
- Peace
- Shoutin' out
- Señor blues

Al principio de su carrera, Silver compuso melodías basadas en blues (incluyendo "Doodlin" y "Opus de Funk"). Esta última fue "una típica creación de Silver: avanzada en su estructura armónica y en su enfoque general, pero con una melodía pegadiza y ritmo". Su innovadora incorporación de sonidos gospel y blues en composiciones de jazz tuvo lugar mientras ellos también estaban siendo utilizados en el rock 'n' roll y en el R & B.
Silver pronto amplió la gama y el estilo de su escritura, que creció para incluir melodías funky, trozos humorísticos, salidas en 3/4 y 6/8, ritmos latinos. Un caso inusual es" Peace ", una balada que da prioridad a un estado de ánimo tranquilo sobre efectos melódicos o armónicos. Owens observó que "Muchas de sus composiciones no contienen blues folclóricos ni elementos de música gospel, sino que tienen melodías altamente cromáticas apoyadas por armonías ricamente disonantes". Las composiciones y arreglos también fueron diseñados para hacer que el sonido típico de Silver sea más grande que el de un quinteto.
Silver comentó que la inspiración provenía de múltiples fuentes: "Estoy inspirado por la naturaleza y por algunas de las personas que conozco y algunos de los eventos que tienen lugar en mi vida. Estoy inspirado por mis mentores. Varias doctrinas religiosas [...] Muchas de mis canciones están impresionadas en mi mente justo antes de despertarme, a otras llegué improvisando en el piano ".  También escribió que "cuando me despierto con una melodía en la cabeza, salgo de la cama antes de que se me olvide y corro al piano y a mi grabadora, toco la melodía con mi mano derecha y luego la armonizo con mi izquierda, la coloco en mi grabadora y luego trabajo para conseguir desarrollar la melodía ".

## Influencia y legado
Silver fue uno de los músicos de jazz más influyentes de su época. Grove Music Online describe su legado como por lo menos cuádruple: como pionero de hard bop; como usuario de lo que se convirtió en la instrumentación del quinteto arquetípico de saxofón tenor, trompeta, piano, bajo y tambores; como desarrollador de jóvenes músicos que pasaron a convertirse en importantes actores y líderes de banda; y por su habilidad como compositor y arreglista.
Silver también tuvo una gran influencia como pianista: su primera grabación para Blue Note como líder "redefinió el piano de jazz, que hasta entonces se basaba en gran medida en la destreza y el ataque implacable de Bud Powell", según las palabras de Myers. Ya en 1956, el juego de piano de Silver fue descrito por Down Beat como "una influencia clave en un gran segmento de pianistas de jazz modernos". Esto incluyó a Ramsey Lewis, Les McCann, Bobby Timmons y Cecil Taylor, que quedó impresionado por el estilo agresivo de Silver. 
El legado de Silver como compositor puede ser mayor que como pianista, ya que sus obras, muchas de las cuales son estándares de jazz, continúan siendo interpretadas y grabadas en todo el mundo. Como compositor, dirigió un retorno a un énfasis en la melodía, observó el crítico John S. Wilson: durante mucho tiempo, los músicos de jazz habían escrito temas de gran complejidad técnica, pero "Silver escribió originales que no sólo eran originales, sino memorablemente melódicos , Presagiando un regreso gradual a la creatividad melódica entre los escritores de jazz. "

## Discografía

### Como líder
- 1952-1953 - Horace Silver Trio (Blue Note Records, BLP 1520) con Art Blakey e Sabu Martinez
- 1952-'53-'56-'58-'59-'62-'64-'68 - The Trio Sides (Blue Note Records, BN-LA474-H2)
- 1954-1955 - Horace Silver and the Jazz Messengers (Blue Note Records, BLP 1518)
- 1956 - Silver's Blue (Epic Records, LN 3326)
- 1956 - 6 Pieces of Silver (Blue Note Records, BLP 1539)
- 1956-'58-'59-'61-'63-'64 - Sterling Silver (Blue Note Records, BN-LA945-H)
- 1957 - The Stylings of Silver (Blue Note Records, BLP 1562)
- 1958 - Further Explorations (Blue Note Records, BLP 1589)
- 1958 - Live at Newport '58 (Blue Note Records, 0946 3 98070 2 4)
- 1959 - Finger Poppin' (Blue Note Records, BLP 4008)
- 1959 - Blowin' the Blues Away (Blue Note Records, BLP 4017)
- 1960 - Horace-Scope (Blue Note Records, BLP 4042)
- 1961 - Doin' the Thing (Blue Note Records, BLP 4076)
- 1962 - The Tokyo Blues (Blue Note Records, BLP 4110)
- 1962 - Paris Blues (Pablo records, PACD 5316-2)
- 1963 - Silver's Serenade (Blue Note Records, BLP 4131)
- 1963-1964 - Song for My Father (Blue Note Records, BLP 4185)
- 1964 - Live 1964 (Emerald Records, EMR 1001)
- 1965-1966 - The Natives Are Restless Tonight (Emerald Records, EMR 1003)
- 1965 - The Cape Verdean Blues (Blue Note Records, BLP 4220)
- 1966 - The Jody Grind (Blue Note Records, BLP 4250)
- 1968 - Serenade to a Soul Sister (Blue Note Records, BLP 4277)
- 1969 - You Gotta Take a Little Love (Blue Note Records, BST 84309)
- 1970 - That Healin' Feelin' (Blue Note Records, BST 84352)
- 1970-1971 - Total Response (Blue Note Records, BST 84368)
- 1972 - All (Blue Note Records, BST 84420)
- 1972 - In Pursuit of the 27th Man (Blue Note Records, BN-LA054-F)
- 1975 - Silver 'N Brass (Blue Note Records, BN-LA406-G)
- 1976 - Silver 'N Voices (Blue Note Records, BN-LA708-G)
- 1977 - Silver 'N Percussion (Blue Note Records, BN-LA853-H)
- 1978-1979 - Silver 'N Strings Play the Music of Spheres (Blue Note LWB-1033)
- 1981 - Guides to Growing Up (Silveto Records, SPR 101)
- 1983 - Spiritualizing the Senses (Silveto Records, SPR 102)
- 1983 - There's No Need to Struggle (Silveto Records, SPR 103)
- 1985 - Continuity of Spirit (Silveto Records, SPR 104)
- 1988 - Music to ease Your Disease (Silveto Records, SPR 105)
- 1993 - It's Got to Be Funky (Columbia/Legacy Records, CK 53812)
- 1994 - Pencil Packin' Papa (CBS/Sony Records, SRCS 7416)
- 1996 - The Hardbop Grandpop (Impulse! Records, IMPD 192)
- 1997 - A Prescription for the Blues (Impulse! Records, IMPD 238)
- 1998 - Jazz...Has...a Sense of Humor (Verve Records, IMPD 293)

### Como sideman

#### ConArt Blakey
- 1954 : A Night at Birdland Vol. 1
- 1954 : A Night at Birdland Vol. 2

#### ConMiles Davis
- 1954 : Volume 3, Miles Davis, Blue Note
- 1954 : Miles Davis Quartet, Miles Davis, Prestige
- 1954 : Miles Davis Quintet, Miles Davis, Prestige
- 1954 : Miles Davis All-Star Sextet, Miles Davis, Prestige

#### Con losJazz Messengers
- 1955 : At the café Bohemia Vol.1
- 1955 : At the café Bohemia Vol.2
- 1955 : At the café Bohemia Vol.3
- 1956 : The Jazz Messengers

#### ConSonny Rollins
- 1957 : Volume two

#### ConDee Dee Bridgewater
- 1990 : In Montreux
- 1995 : Love And Peace: A Tribute To Horace Silver